# Stompa & Co
Stompa & Co är en norsk komedifilm från 1962 i regi av Nils-Reinhardt Christensen. I titelrollen ses Rolf Kirkvaag jr.

## Handling
Stein Oskar Magel Paus Andersen (Stompa) börjar vid Langåsen Pensjonatskole i Stakavik. Han delar rum med Bodø, Bergen, Nøtterø och Sørlandet. Redan första dagen visar Bergen klart och tydligt att det är han som bestämmer. Efter att Stompa och Bodø nästan lurat lektor Brandt mjuknar han dock och accepterar att dela rum och handfat med Stompa. Allehanda äventyr tar vid.

## Rollista
- Rolf Kirkvaag jr. – Stein Oskar Magel Paus-Andersen (Stompa)
- Gisle Straume – lektor P.T. Tørrdal
- Arne Lie – lektor S. Brandt
- Ragnhild Michelsen – fru Madsen
- Carsten Winger – rektor C.W. Ulrichsen
- Dan Fosse – vaktmästare Haukås
- Knut Eide – Bodø
- Erna Schøyen – Bodøs farmor
- Thor-Erik Thorbjørnsen – Bergen
- Didrik Arnesen – Nøtterø
- Thorkild Stray – Sørlandet
- Ingmar Wareng – Stavanger
- John Olav Togstad – Orkanger
- Willie Hoel – Mathiesen
- Arvid Nilssen – Kjakan
- Sverre Hansen – Stakan
- Sverre Holm
- Jan Pande-Rolfsen
- Henrik Anker Steen
- Tarjei Straume – Ulefoss

## Om filmen
Stompa & Co producerades av bolaget NRC-Film AS med Odd Rohde som upptagningsledare. Filmen regisserades av Nils-Reinhardt Christensen som även skrev manus baserat på Anthony Buckeridges bokserie Jennings at School. Filmen fick flera uppföljare: Stompa, selvfølgelig! (1963), Stompa forelsker seg (1965) och Stompa til sjøs! (1967). Stompa & Co spelades in med Hans Nord som fotograf och klipptes samman av Olav Engebretsen.
Filmen hade premiär den 18 oktober 1962 i Norge. Den 4 februari 1963 hade den dansk biopremiär och hade då titeln Stompa & Co. (enda skillnaden är en punkt).

## Musik
- "Langåsen skolesang", text: Nils-Reinhardt Christensen, musik: Egil Monn-Iversen
- "Det lange, rare landet vårt", text: Nils-Reinhardt Christensen, musik: Egil Monn-Iversen